# Abassia Rahmani
Abassia Rahmani (* 2. Juli 1992 in Zürich) ist eine Schweizer Sprinterin, die in die Kategorie T62 eingestuft wird.

## Karriere
Abassia Rahmani wuchs in Wila auf. Ihr Vater ist algerischer Abstammung. Im Alter von 16 Jahren musste sie infolge einer Meningokokken-Sepsis beide Unterschenkel amputieren lassen. Fünf Jahre danach begann Ramani mit dem Behindertensport und konnte 2016 mit der Bronzemedaille über 100 Meter (T44) an der EM in Grosseto ihren ersten Grosserfolg feiern. An den zwei Monate später stattfindenden Paralympischen Spielen in Rio de Janeiro verpasste sie über 200 Meter mit einem 4. Platz die Podestplätze nur knapp. Aufgrund ihrer Leistungen wurde Rahmani im November 2016 von Plusport zur Newcomerin des Jahres gekürt und im Frühling 2017 zur Winterthurer Sportlerin des Jahres gewählt. Im Juli 2017 verpasste sie an der WM in London über 400 Meter wiederum mit einem 4. Platz knapp die Podestplätze und erreichte auch über 200 Meter mit einem 6. Platz ein gutes Resultat. Dafür konnte sie an den Para Leichtathletik-Europameisterschaften 2018 in Berlin über 200 Meter die Goldmedaille erringen, während sie über 100 Meter in der Kategorie T64 mit einem 4. Platz die Medaillenplätze nur knapp verpasste. An den Leichtathletik-Weltmeisterschaften der Behinderten 2019 startete sie über 100 Meter in der Kategorie T64, schied jedoch im Vorlauf aus. Bei den Para Leichtathletik-Europameisterschaften 2021 wurde sie über 100 Meter in der Kategorie T64 Sechste.